# CodePlex
CodePlex — существовавший с 2006 по 2017 годы хостинг для проектов с открытым исходным кодом от Microsoft. Codeplex позволял совместно вести развитие программного обеспечения с открытым исходным кодом. В его состав входили wiki-страницы, контроль версий, основанный на Team Foundation Server, но доступный также через Subversion/Mercurial, форум, поддержка RSS. Некоторые из доступных лицензий являлись более строгими по сравнению с традиционными open source лицензиями. Бета-версия проекта первоначально была запущена в мае 2006 года, а официальный релиз появился месяц спустя — в июне.
В январе 2010 года, помимо Subversion, CodePlex стал также поддерживать репозитории на Mercurial. В марте 2012 года также была добавлена поддержка Git.
CodePlex поддерживался и был открыт для создания на нём новых проектов, но не развивался с 2013 года, когда были опубликованы последние записи в блоге проекта. В 2015 году новые открытые проекты Microsoft — такие, как Roslyn и .NET — были перемещены с CodePlex на Github.
По состоянию на июль 2016 года, на сайте существовало более 108 тысяч проектов.
С 2017 года Microsoft закрыла CodePlex и предложила переносить проекты на GitHub, ведь именно GitHub является ведущим сервисом для хостинга IT-проектов и их совместной разработки. Сам сайт проекта был заморожен и переведён в режим архива (только для чтения).
Microsoft разместила на домашней странице сайта CodePlex объявление о полном прекращении работы сервиса 1 Июля 2021 года, но закрыла его в конце октября.
Осенью, в конце октября 2021 года доступ к архиву хостинга (по адресу archive.codeplex.com) был закрыт (на странице проекта Internet Archive есть копии некоторых zip-файлов). Сервис был полностью закрыт и прекратил свою работу. При попытке входа на сайт, открывается домашняя страница сайта Microsoft.

## Цель
CodePlex являлся хостингом самых разнообразных проектов, но основные виды деятельности были сосредоточены вокруг .NET Framework и включали в основном проекты с использованием ASP.NET, Sharepoint, Silverlight, WPF, XNA, Windows Forms.